# Вільяррика (Парагвай)
Вільяррика (ісп. Villarrica) — університетське місто та курорт на півдні Парагваю, населення нараховує близько 55 000 осіб (за даними перепису 2006).
Вільяррика є столицею департаменту Ґуайра. Конкістадор Ruy Díaz de Melgarejo заснував місто 14 травня 1570 року під назвою Villa Rica del Espíritu Santo на березі р. Парани, а в 1682 році його перенесли на теперішнє місце. Наприкінці колоніального періоду місто розквітло та мало майже таке саме значення, що й Асунсьйон, поки його маже повністю не зруйнували під час війни. 1889 року лінія залізниці зв'язала міста Вільяррика та Асунсьйон.